# Solenocera africana
Solenocera africana is een tienpotigensoort uit de familie van de Solenoceridae. De wetenschappelijke naam van de soort is voor het eerst geldig gepubliceerd in 1917 door Stebbing.